# Meir Cohen

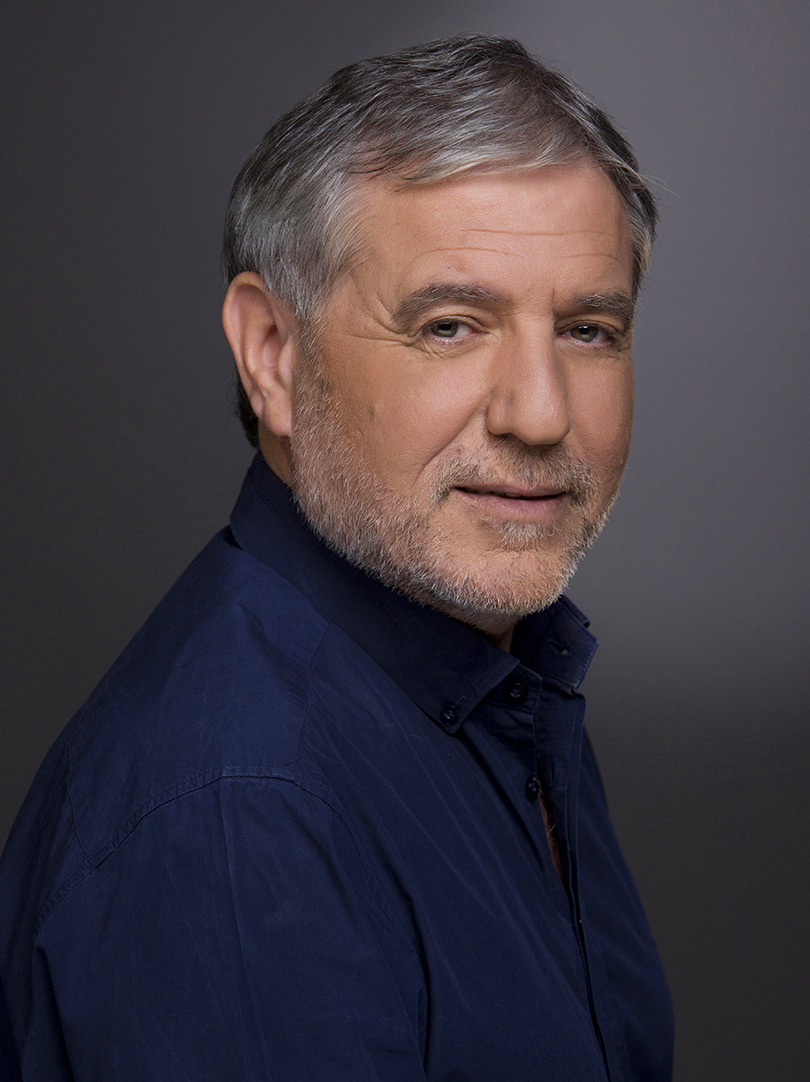
Cohen (2012)

Meir Cohen (hebräisch מאיר כהן, * 15. November 1955 in Mogador, Marokko) ist ein israelischer Politiker (Jesch Atid). Von März 2013 bis Mai 2015 war er Minister für Wohlfahrt und Soziales im Kabinett von Benjamin Netanjahu.

## Leben
Cohen wurde 1955 in Marokko geboren und kam mit seiner Familie 1962 nach Israel. Die Familie lebte ein Jahr in Jerocham, danach in Dimona. Cohen leistete seinen Wehrdienst in der Israelischen Fallschirmjäger-Brigade und kämpfte im Jom-Kippur-Krieg.
Nach seiner Militärzeit besuchte Cohen die Ben-Gurion-Universität im Negev und studierte dort jüdische Geschichte und Philosophie. Dem Erwerb des Bachelor schloss Cohen ein Masterstudium in Judaistik am Schechter Institute an. Er arbeitete als Lehrer und war schließlich Schulleiter in Dimona. Cohen wurde Mitglied von Jisra’el Beitenu und 2003 zum Bürgermeister seiner Heimatstadt gewählt. 2008 wurde er im Amt bestätigt. Im Oktober 2012 trat er Jesch Atid bei und kandidierte für die Wahlen zur 19. Knesset auf Listenplatz 4 seiner Partei. Er wurde im Februar 2013 in die Knesset gewählt und zum Minister für Wohlfahrt und Soziales berufen.
Im Mai 2013 erregte Cohen Aufsehen, als er sich entgegen der offiziellen Regierungsposition für eine sofortige Aufgabe der isolierten israelischen Siedlungen im Westjordanland aussprach.
Am 13. Juni 2021 wurde er als Minister für Arbeit, Soziales und Soziale Dienste in das Kabinett Bennett-Lapid berufen.

## Privates
Cohen ist verheiratet und hat drei Kinder.